# Искра (Ульяновская область)
Искра — поселок в Майнском районе Ульяновской области. Входит в состав Гимовского сельского поселения.

## География
Находится у реки Гуща на расстоянии примерно 17 километров на юг-юго-восток по прямой от районного центра поселка Майна.

## История
В 1990-е годы работало отделение СПК им.Калинина.

## Население
Население составляло 46 человек в 2002 году (русские 26%, мордва 57%), 33 по переписи 2010 года.